# Alberto Gatto
Alberto Gatto (Villa San Giovanni, 1º ottobre 1931 – Udine, 25 settembre 1976) è stato un calciatore italiano.

## Caratteristiche tecniche
Gatto fu un calciatore poliedrico, che interpretò diversi ruoli. Iniziò in amaranto giocando da centravanti, e concluse la carriera nella Reggina guidata da Maestrelli giocando da libero.

## Carriera
È stato uno dei pochi calciatori professionisti a non cambiare mai squadra nella sua carriera: ha militato nella formazione della sua città d'origine, la Reggina, negli anni cinquanta e sessanta, partecipando fra l'altro alla prima promozione in Serie B della società calabrese.
La sua prima partita con la Reggina è datata 16 novembre 1952 (Trapani-Reggina terminata 1-4). L'ultimo incontro disputato fu Reggina-Lecco del 6 febbraio 1966, terminato 0-0.
In totale ha disputato 361 partite di campionato, 262 delle quali in Serie C, 95 in IV Serie e 4 in Serie B, mettendo a segno 48 gol.

## Palmarès

### Club

#### Competizioni nazionali
- IV Serie: 1

Reggina: 1955-1956
- Serie C: 1

Reggina: 1964-1965